# Hamford Water
Hamford Water är en vik i Storbritannien.   Den ligger i riksdelen England, i den sydöstra delen av landet, 100 km öster om huvudstaden London.